# (3328) Interposita
(3328) Interposita est un astéroïde de la ceinture principale.

## Description
(3328) Interposita est un astéroïde de la ceinture principale. Il fut découvert le 21 août 1985 à l'observatoire Zimmerwald par Thomas Schildknecht. Il présente une orbite caractérisée par un demi-grand axe de 3,02 UA, une excentricité de 0,11 et une inclinaison de 11,4° par rapport à l'écliptique.

## Compléments